# نیژنیه کیگی
نیژنیه کیگی (انگلیسی: Nizhniye Kigi) یک شهرک در شهرستان کیگینسکی استان باشقیرستان کشور روسیه است.